# Berne (Emscher)
Die Berne ist ein kleiner Fluss, der in der Stadt Essen entspringt. Sie ist ein linkes Nebengewässer der Emscher.

## Verlauf und Geschichte
Die Bernequelle liegt etwa zwei Kilometer südlich der Essener Innenstadt im Südviertel. Da die Berne seit 1910 ab ihrer Quelle und im Verlauf der ersten Kilometer unterhalb des Stadtzentrums verrohrt ist, erinnern die Bernestraße und die Straße Am Bernewäldchen daran. Letztere Bezeichnung taucht erstmals 1887 in den Katasterbüchern auf. Mit dem Bernewäldchen, in dem die Bernequelle lag, war der sogenannte Klostermannsbusch gemeint, der zum ehemaligen Hof Klostermann (später Schnutenhaus) gehörte. Das Land des Bernewäldchens wurde 1904 mit dem Hof und dem damaligen Ausflugslokal durch Ernst Schnutenhaus aus Huttrop an die Stadt Essen verkauft. Sie legte den Hof 1904 nieder, um auf dem Gebiet die Siedlung Eigenheim zu errichten. Zu den Quellarmen der Berne im Essener Südviertel und im Moltkeviertel und zu einer zumindest in Essener Schulkinder-Kreisen bekannten Sage unter anderem über die früher dort lebenden Nixen, siehe unter den Weblinks.
Nordöstlich der heutigen Kreuzung Grillostraße/Gladbecker Straße war die Altenberger Mühle, die erstmals 1375 schriftlich erwähnt wird, noch bis ins Jahr 1892 in Betrieb. Im Bereich, wo heute die Ellernstraße über die Berne führt, lag die einst die zum Hof Westerdorf gehörige Ellernmühle, die ebenfalls bis zum Ende des 19. Jahrhunderts ihren Dienst tat. Sie wird erstmals im Jahr 1415 erwähnt. Im Jahr 2019 entdeckte die Essener Stadtarchäologie beim Bau eines Hotels nördlich des Essener Hauptbahnhofs Sedimente eines ausgetrockneten Stauteiches der Berne, der dort vermutlich bis in das 17. Jahrhundert existierte.
Nördlich der Essener Innenstadt, nahe der Universität Duisburg-Essen, tritt die Berne an der Grillostraße als kanalisierter Vorfluter der Emscher zutage. Sie fließt nach Norden, Richtung Altenessen, wo der Stoppenberger Bach einmündet, und weiter nach Vogelheim, dort in westlicher Richtung und schließlich in nördlicher Richtung zur Mündung in die Emscher in Bottrop-Ebel, nördlich von Essen-Bergeborbeck. Etwa um 1910 führte die Emschergenossenschaft Baumaßnahmen durch, bei der die Berne auf Höhe der Stadtteilgrenze von Altenessen zu Vogelheim umgeleitet wurde und weiter südlich ein neues Bett erhielt. Im letzteren Bereich erhielt die Berne um 1962 durch die Emschergenossenschaft ein betoniertes Flussbett, um Abflussprobleme zu beheben. Denn wegen damals mehrerer umliegender Steinkohlezechen entstanden teils massive Bergsenkungen, die Stauungen des Ablaufs des Flusses verursachten. Diese Maßnahme kostete rund zwei Millionen D-Mark.
An der Stadtgrenze zwischen Essen und Bottrop wird die Berne zuvor durch einen Düker unter dem Rhein-Herne-Kanal hindurchgeführt.
Die Essener Emscherzuflüsse, zu denen neben der Berne auch der Schwarzbach, der Stoppenberger Bach, der Pausmühlenbach und der Borbecker Mühlenbach gehören, dienten seit Beginn der Industrialisierung im Ruhrgebiet der Abfuhr von Abwasser. Die Stadt Essen entwässert zu fast zwei Dritteln über dieses Emschersystem.
Entlang der Berne und am Stoppenberger Bach verläuft mit der Berneroute ein gut neun Kilometer langer Fuß- und Radweg von der nördlichen Essener Stadtmitte bis zur Mündung in die Emscher. Sie ist als Teil des Emscherumbaus entstanden.

## Renaturierung der Berne im Zug des Emscherumbaus
Die Essener Emscherzuflüsse werden aber im Rahmen des Emscherumbaus durch die Emschergenossenschaft renaturiert und in das städtische Umfeld integriert. Dabei wird auch an neue Naherholungsgebiete gedacht. Auf Bottroper Seite begannen die ersten Arbeiten im Herbst 2015. Der erste Spatenstich zum Umbau der Berne auf Essener Gebiet fand am 22. Januar 2016 im Beisein von Oberbürgermeister Thomas Kufen statt. Der gesamte Umbau der Berne wird mit einer Investition von rund 300 Millionen Euro angegeben.
Die Berne wird von der Quelle bis zur Grillostraße jedoch ein verrohrter Schmutzwasserbach bleiben. Regenwasser von benachbarten Flächen, wie dem Universitäts- und dem RWE-Gelände, soll ein neues Fließgewässer speisen, das den ursprünglichen Weg des Bachlaufes wieder zugänglich macht. Ein entsprechender Grünzug mit Rad- und Fußweg, mit Anbindung an den entstehenden Krupp-Gürtel, bindet die Innenstadt an den Essener Norden an. Für die Abwasser, die bisher in die kanalisierte Berne geleitet wurden, wird ein neuer unterirdischer Abwasserkanal entlang der Berne gebaut. 2018 wurde nördlich der Grillostraße ein Regenüberlaufbecken gebaut. Seit Januar 2022 wird in die Emscher kein klärpflichtiges Abwasser mehr geleitet. Aus dem Zufluss Berne ist dies zunächst über ein Provisorium möglich, das deren Abwasser in den unterirdischen Abwasserkanal Emscher (AKE) leitet. Der Grund des rund fünfjährigen Bauverzugs lag an einer zu schützenden seltenen Vogelart, der Wasserralle, am Bernezufluss Borbecker Mühlenbach. Im Jahr 2024 sollen die Arbeiten abgeschlossen werden.
Die ehemalige Kläranlage Bernemündung in Bottrop-Ebel wurde im Rahmen der Kulturhauptstadt Ruhr.2010 zum Bernepark umgebaut.